# Фуюцукі (1944)
«Фуюцукі» (Fuyutsuki, яп. 霜月) — ескадрений міноносець Імперського флоту Японії типу «Акідзукі» (підтип «Фуюцукі»), який брав участь у Другій світовій війні.

## Історія створення
Корабель був закладений 8 травня 1943 року на верфі ВМФ у Майдзуру. Спущений на воду 20 січня 1944 року, став до ладу 25 травня того ж року.

## Історія служби
29—30 червня 1944-го «Фуюцукі» здійснив свій перший похід, виконавши транспортний рейс з Йокосуки до Тітідзіми (острови Огасавара). 15—17 липня корабель здійснив ще одну транспортну місію, цього разу між Куре та островом Окінава, при цьому з 15 липня він рахувався у 41-й дивізії ескадрених міноносців. З 29 липня по 4 серпня «Фуюцукі» ескортував легкий авіаносець «Дзуйхо», який своєю чергою забезпечував проведення конвою з Йокосуки до Тітідзіми та назад у Японію.
12 жовтня 1944-го «Фуюцукі» супроводжував легкий крейсер «Ойодо» в переході з Йокосуки до Куре та був при цьому торпедований американським підводним човном «Трепанг». Есмінець зазнав певних пошкоджень, втім, ремонт у Куре тривав не надто довго — з 14 жовтня по 20 листопада.
З 23 листопада по 10 грудня 1944-го «Фуюцукі» та ще один есмінець супроводили авіаносець «Дзюнйо» у круговому рейсі з Японії до Маніли, при цьому на зворотному шляху вони також ескортували з Мако (база на Пескадорських островах у південній частині Тайванської протоки) лінкор «Харуна». Вже на підході до Японії 8 грудня «Дзюнйо» був торпедований підводним човном та зазнав істотних пошкоджень (так і не був відремонтований до завершення війни).
Наступні кілька місяців «Фуюцукі» провів у Внутрішньому Японському морі, а 6—7 квітня 1945-го ескортував лінкор «Ямато», який вирушив у самогубчу місію проти союзного флоту, що розпочав операцію на Окінаві. Більшість загону разом з «Ямато» загинуло, тоді як «Фуюцукі» отримав лише легкі пошкодження від обстрілу, загинуло 12 членів екіпажу. Есмінець провів порятунок вцілілих з «Ямато», після чого повернувся до Японії.
20 серпня 1945-го, вже через кілька діб після оголошення про капітуляцію, «Фуюцукі» підірвався на міні біля порту Моджі та втратив корму.
У листопаді 1945-го «Фуюцукі» виключили зі списків флоту та певний час використовували як хвилеріз у порту Вакамацу, після чого здали на злам.